# Баранець великий

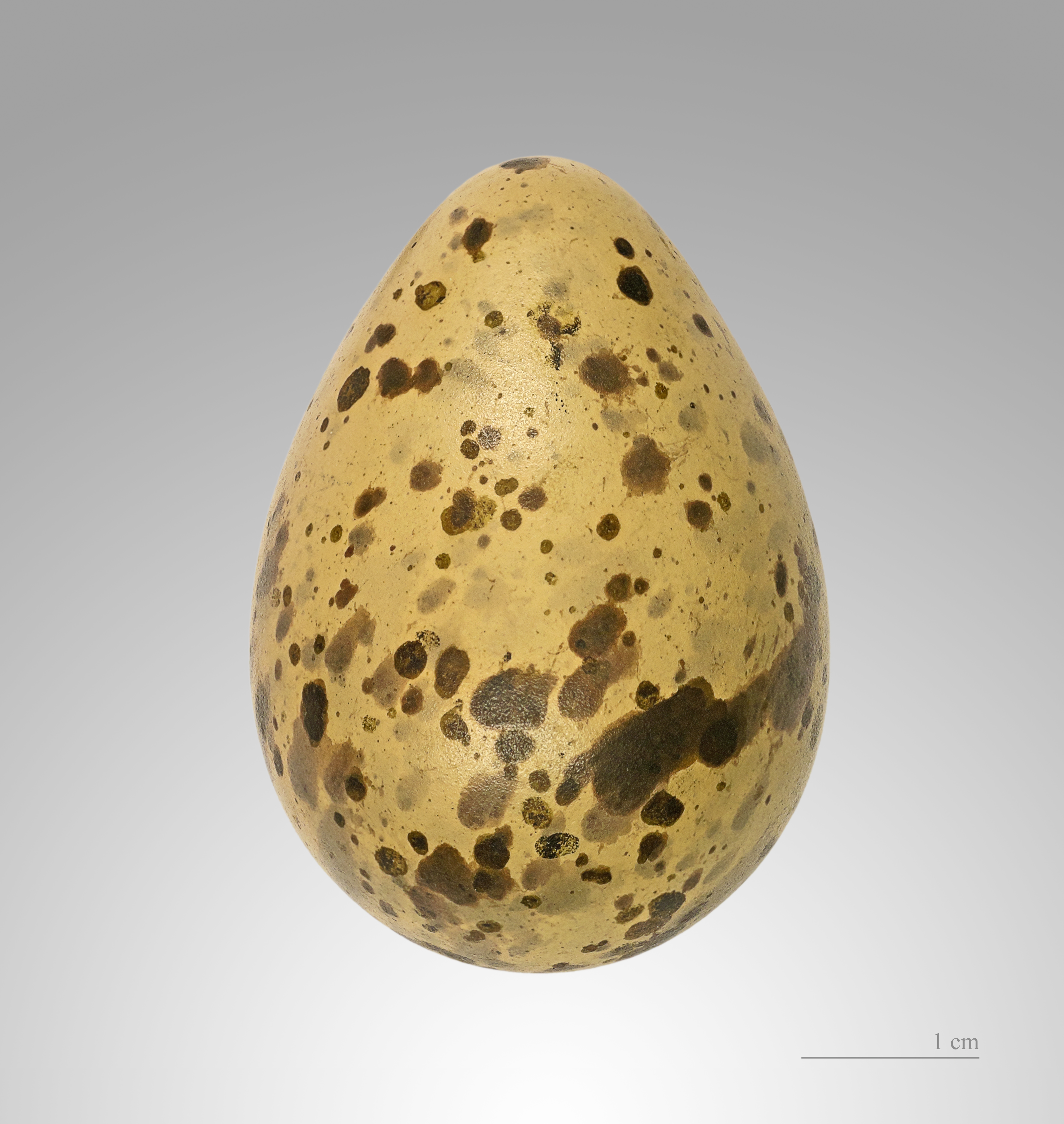
Gallinago media

Баранець великий, ду́пель (від нім. Doppelschnepfe — «подвійний баранець»), зах. ду́бельт (Gallinago media) — невеликий прибережний птах родини баранцевих. Монотипний вид; один з 2-х видів роду у фауні України. В Україні гніздовий перелітний птах.

## Морфологічні ознаки
Кулик середніх розмірів, дуже подібний до баранця звичайного, від якого відрізняється більшими розмірами та особливостями забарвлення. Верх бурий з вохристими смугами і темно-бурими плямами; голова зверху чорно-бура з поздовжньою вохристою смугою через тім'я; низ жовтуватий з темно-бурими поперечними ламаними смугами; махові пера темно-бурі, другорядні − з вохристою вузькою верхівкою; середні стернові пера руді з чорними смугами, три крайні пари − білі з чорними поперечними смужками біля основи; дзьоб темно-бурий, біля основи світліший; ноги зеленкувато-сірі. Маса тіла — 180—250 г, довжина тіла — 27—29 см, розмах крил — 42—46 см.

## Ареал виду та його поширення в Україні
Гніздовий ареал охоплює Євразію від Скандинавії до долини Єнісею на сході. Зимує переважно у східній і південно-східній Африці, а також в Палестині та Месопотамії. В Україні за останні 100 років ареал відсунувся далеко на північ. Вид перестав гніздитися в Харківській, Полтавській, Львівській, Тернопільській та Вінницькій областях. Зараз майже вся популяція сконцентрована на Поліссі в долинах річок Дніпро, Десна та Прип'ять. Достовірно гніздиться в Київській, Чернігівській, Сумській, Житомирській, Волинській та Рівненській областях.

## Чисельність і причини її зміни
Чисельність статевозрілих особин оцінюється у 13—25 тис. особин у Скандинавії та 450 тис.—1 млн особин у Західному Сибіру та Північно-Східній Європі. Загальна чисельність в Україні становить 500—700 пар. Найбільша щільність у 4–6 гнізд на км² зафіксована у заплаві середньої течії Десни у Сумській області. На окремих токах кількість самців тут доходить до 25—30 ос. Причинами зміни чисельності є деградація місць мешкання, осушувальна меліорація, створення водосховищ, браконьєрство, надмірне сінокосіння та випасання худоби.

## Особливості біології
Перелітний птах. Прилітає з початку квітня до початку травня. Оселяється на вологих заболочених заплавних луках та на верхових болотах. Перед початком гніздування відбувається групове або одиничне токування самців. Відкладання яєць триває з початку травня до початку червня в залежності від строків весняної повені. У повній кладці 4 яйця. Насиджування триває 22—27 днів. Осіння міграція відбувається з початку серпня до середини жовтня. Живиться наземними комахами, личинками комах, що живуть у ґрунті, дощовими черв'яками.

## Охорона
Занесений до Червоної книги МСОП (2000), Боннської (Додатки І та ІІ) та Бернської (Додаток ІІ) конвенцій, угоди AEWA. Включений до Червоної книги України (1994, 2009) (статус — зникаючий). В Україні охороняється на об'єктах природно-заповідного фонду лісової зони (Рівненському природному заповіднику, Деснянсько-Старогутському НПП, РЛП «Міжріченський» тощо).